# Seligeria pallidiseta
Seligeria pallidiseta là một loài rêu trong họ Seligeriaceae. Loài này được (Brid.) Müll. Hal. mô tả khoa học đầu tiên năm 1848.